# Ługi (Biskupiec)
Ługi (deutsch Wiesenthal) ist ein Ort in der polnischen Woiwodschaft Ermland-Masuren. Er gehört zur Gmina Biskupiec (Stadt-und-Land-Gemeinde Bischofsburg) im Powiat Olsztyński (Kreis Allenstein).

## Geographische Lage
Ługi liegt in der westlichen Mitte der Woiwodschaft Ermland-Masuren, 29 Kilometer südwestlich der früheren Kreisstadt Rößel (polnisch Reszel) bzw. 31 Kilometer östlich der heutigen Kreismetropole und auch Woiwodschaftshauptstadt Olsztyn (deutsch Allenstein).

## Geschichte
Wiesenthal war ursprünglich ein mittlerer Hof und ein Vorwerk zum Gut Schönbruch  (polnisch Dworzec).
1874 kommt das Vorwerk Wiesenthal mit dem Gutsbezirk Schönbruch zum neu gebildeten Amtsbezirk Raschung (polnisch Rasząg) im ostpreußischen Kreis Rößel. Im Jahre 1885 notierte man für Wiesenthal acht, im Jahre 1905 sieben Einwohner.
Als sich am 30. September 1929 der Gutsbezirk Schönbruch und die Landgemeinde Zabrodzin zur neuen Landgemeinde Schöndorf (polnisch Zabrodzie) zusammenschlossen, wurde Wiesenthal ein Wohnplatz dieser neuen Gemeinde.
Im Jahre 1945 bekam Wiesenthal die polnische Namensform „Ługi“, als in Kriegsfolge das gesamte südliche Ostpreußen an Polen fiel. Heute ist die kleine Siedlung (polnisch Osada) in die Stadt- und Landgemeinde Biskupiec (Bischofsburg) im Powiat Olsztyński (Kreis Allenstein) integriert, 1975 bis 1998 der Woiwodschaft Olsztyn, seither der Woiwodschaft Ermland-Masuren zugehörig.

## Kirche
Bis 1945 war Wiesenthal in die evangelische Kirche Bischofsburg (polnisch Biskupiec) in der Kirchenprovinz Ostpreußen der Kirche der Altpreußischen Union, außerdem in die römisch-katholische Kirche der Stadt im damaligen Bistum Ermland eingepfarrt.
Wie vor 1945 gehört Ługi auch heute noch zur römisch-katholischen Pfarrei Biskupiec, die nun dem Erzbistum Ermland zugehört. Die evangelischen Einwohner orientieren sich zur Kapellengemeinde Biskupiec, eine Filialgemeinde der Kirche Sorkwity (Sorquitten) in der Diözese Masuren der Evangelisch-Augsburgischen Kirche in Polen.

## Verkehr
Ługi liegt an einer Nebenstraße, die bei Rzeck (Ridbach) von der im Ausbau zur Schnellstraße S 16 begriffenen polnischen Landesstraße 16 (frühere deutsche Reichsstraße 127) abzweigt und über Dworzec (Schönbruch) bis nach Botowo (Bottowen, 1938 bis 1945 Bottau) führt.
Eine Anbindung an den Bahnverkehr besteht nicht.